# Tiêu Chính Nam
Tiêu Chính Nam (蕭正楠) có tên tiếng Anh là Edwin Siu (sinh ngày 23 tháng 3 năm 1977 tại Hồng Kông thuộc Anh) là một nam diễn viên truyền hình-diễn viên điện ảnh, người dẫn chương trình kiêm ca sĩ nổi tiếng người Hồng Kông. Anh hiện đang là diễn viên độc quyền của hãng TVB.

## Phim

### Phim truyền hình（TVB）
| Năm                | Tên phim                                                    | Vai diễn                            |
| 2003               | 戀愛自由式                                                  | 湯繼樂（Edwin）                     |
| 2004               | Hành Động Liêm Chính 2004                                   | Hồng Quốc Cường                     |
| 2005               | 奇幻潮                                                      | 收買佬                              |
| 2008               | 東山飄雨西關晴                                              | 關浩長                              |
| 2009               | Đội điều tra đặc biệt 2                                     | Cam Chí Phong (Joe)                 |
| 2009               | Cung Tâm Kế 宮心計                                          | Lý Triền (Đường Vũ Tông)            |
| 2010               | Công chúa giá đáo 公主嫁到                                  | 趙 弘 Triệu Hoằng（大駙馬）         |
| 2011               | 你們我們他們                                                | Victor                              |
| 2011               | Nữ Quyền 女拳                                               | Đạt Xuyên Nhất Phu (Kazuo Tokugawa) |
| 2011               | Bằng Chứng Thép III 法證先鋒III (Pháp Chứng Tiên Phong III) | Hà Chính Dân (Ken)                  |
| 2012               | Người Bố Tuyệt Vời 當旺爸爸                                 | Diệp Quý (Ah Yap)                   |
| 2012               | Quyền Vương 拳王                                            | 梁恩樺                              |
| 2012               | 天梯                                                        | 賀世豪                              |
| 2012               | Đại Thái Giám 大太監                                        | 凌添壽                              |
| 2013               | Giải Mã Nhân Tâm II 仁心解碼II                              | 梁啟榮                              |
| 2013               | Thần Thám Cao Luân Bố 神探高倫布                            | Thái Phi Long                       |
| 2013               | Cự Luân 巨輪                                                | La Uy Tín                           |
| 2014               | Đứa Con Ngoại Tộc 名門暗戰 (Danh Môn Ám Chiến)              | Viên Tiểu Điền                      |
| 2015               | Quý cô quyền lực/ Sư nãi MADAM 師奶MADAM                    | La Đại Thụ                          |
| 2015               | Ninh Thải Thần                                              |                                     |
| 2015               | Phong vân thiên địa 風雲天地                                | Tào Chí Cao                         |
| 2016               | Công công xuất cung 公公出宮                                | Thôi Tấn Thăng (Cao Siêu/ Kim Huy)  |
| 2016               | Cự luân II 巨輪II                                           | La Uy Tín                           |
| 2016               | Con rối hào môn/ Mạc hậu ngoạn gia 幕後玩家                 | Phùng Tịch Nhiên（Sean）            |
| 2016               | Điệp huyết trường thiên 巾幗梟雄之諜血長天                  | Châu Tế Kê                          |
| 2017               | Nam thần xuyên thời gian 超時空男臣                         | Viên Sùng Hoán/Vân Đại Quân         |
| 2017               | Những kẻ ba hoa/ Khoa thế đại 誇世代                        | Khách hàng phiền toái               |
| 2018               | Võ lâm phục sinh 翻生武林                                   | Ngọc Vân Long                       |
| 2018               | Cung Tâm Kế 2 Thâm Cung Kế 宮心計2深宮計                    | Hà Ly                               |
| 2019               | Mười hai truyền thuyết 十二傳說                             | Phó Tử Bác                          |
| 2020               | Đồng tiền có tội/ Hoàng kim hữu tội 黃金有罪                | Tiền Vĩnh Tiến                      |
| Chưa có lịch chiếu | Ái mỹ lệ cuồng tưởng khúc                                   | Thượng Trí Liên                     |
| 2021               | Tế Công truyền kỳ 一笑渡凡間                                | Lý Tu Duyên (Tế Công) / Võ Dã Quang |

### Phim điện ảnh
| Tên phim                            | Năm  | Vai            | Ghi chú                                           |
| ----------------------------------- | ---- | -------------- | ------------------------------------------------- |
| The Young Ones                      | 1999 | Police         | Extra                                             |
| Truth or Dare: 6th Floor Rear Flat  | 2003 | Edwin          | Đề cử—Hong Kong Film Award for Best New Performer |
| City of SARS                        | 2003 | Ho-yin         |                                                   |
| The Park                            | 2003 | Yeung Tin-lun  |                                                   |
| Dating Death                        | 2004 | Chak           |                                                   |
| The Beautiful Life                  | 2004 | Lai Kar-kiu    |                                                   |
| Can Not Cry                         | 2004 | Feng Ming      |                                                   |
| The Gerile                          | 2004 | Fang Fang      |                                                   |
| Academy of Detectives: Kill of Love | 2004 | Edwin          |                                                   |
| Explosive City                      | 2004 | Cảnh sát       | Khách mời                                         |
| China's Next Top Princess           | 2005 | Emperor        |                                                   |
| Meng Xiang Ren Jian                 | 2007 | Wei Xing       |                                                   |
| Turning Point                       | 2009 | Zatoi's lawyer | Khách mời                                         |

## Âm nhạc

### Album
| #   | Tên                         | Tên tiếng trung  | Thể loại | Ngày phát hành | Phân phối          |
| --- | --------------------------- | ---------------- | -------- | -------------- | ------------------ |
| 1st | Born to Fly                 |                  | EP       | 22.08.2002     | Music Nation Group |
| 2nd | Edwin                       | 蕭正楠           | Album    | 02.01.2003     | Music Nation Group |
| 2nd | Edwin Siu (Special Edition) | 蕭正楠（特別版） | Album    | 21.01.2003     | Music Nation Group |
| 3rd | What Do You Want Me to Do   | 你想我點         | Album    | 22.09.2003     | Music Nation Group |
| 4th | Story                       | 故事             | Album    | 15.07.2004     | Music Nation Group |

### Nhạc chủ đề phim
| Năm  | Tên bài hát                      | Tên tiếng trung                    | Phim                    | Ghi chú                         |
| ---- | -------------------------------- | ---------------------------------- | ----------------------- | ------------------------------- |
| 2003 | "Suspicious Close Friends"       | 可疑密友 (Ho Yi Mat Yau)           | Aqua Heroes             | với Bobo Chan                   |
| 2005 | "One Thousand Times More Energy" | 一千倍動能 (Yat Cin Pui Dung Nang) | Crush Gear Turbo        |                                 |
| 2012 | "Never Cared"                    | 從未在意 (Cung Mei Joi Yi)         | Daddy Good Deeds        |                                 |
| 2013 | "Enclosure"                      | 圍牆 (Wai Coeng)                   | A Great Way to Care II  |                                 |
| 2013 | "My History"                     | 我的歷史 (Ngo Dik Lik Si)          | Bullet Brain            |                                 |
| 2013 | "Big Wheel"                      | Cự Luân (Geui Lun)                 | Cự Luân(2013)           | với Trần Triển Bằng             |
| 2015 | "I'll Always Be Yours"           | —                                  | Quý Cô Quyền Lực        |                                 |
| 2015 | "Repay"                          | 報恩 (Bou Jan)                     | My "Spiritual" Ex-Lover | với Tiết Gia Yến, Evergreen Mak |
| 2015 | "Unbeatable"                     | 轟天動地 (Gwang Tin Dung Dei)      | Master of Destiny       |                                 |
| 2015 | "400 Sq. Ft."                    | 400呎 (Sei Bak Cek)                | Brick Slaves            |                                 |
| 2016 | "The Warmth of Love"             | 愛的溫暖 (Oi Dik Wan Nyun)         | House of Spirits        |                                 |